# Теколапан (Веракрус)
Теколапан (исп. Tecolapan) — посёлок в юго-восточной части Мексики, на территории штата Веракрус. Входит в состав муниципалитета Анхель-Кабада.

## Географическое положение
Теколапан расположен в юго-восточной части штата, на правом берегу реки Теколапан, на расстоянии приблизительно 191 километра к юго-востоку от города Халапа-Энрикеса, административного центра штата. Абсолютная высота — 160 метров над уровнем моря.

## Население
Согласно данным, полученным в ходе проведения официальной переписи 2005 года, в посёлке проживало 2186 человек (1036 мужчин и 1150 женщин). Насчитывалось 565 домов. По возрастному диапазону население распределилось следующим образом: 37,5 % — жители младше 18 лет, 52,9 % — между 18 и 59 годами и 9,6 % — в возрасте 60 лет и старше. Уровень грамотности среди жителей старше 15 лет составлял 87,9 %.
По данным переписи 2010 года, численность населения Теколапана составляла 2284 человека. Динамика численности населения посёлка по годам:
| 2000 | 2005 | 2010 |
| ---- | ---- | ---- |
| 2076 | 2186 | 2284 |